# Musée des Transmissions
Le musée des Transmissions – espace Ferrié  est un musée situé à Cesson-Sévigné en Ille-et-Vilaine, sur le technopole Rennes Atalante.
Le musée des Transmissions rassemble des objets militaires et civils de télécoms et relatifs à l’informatique, la guerre électronique et le chiffrement. Il vise à expliquer la contribution des systèmes d’information et de communication à la Défense.
Cet espace culturel est l'aboutissement d'une coopération entre la région Bretagne, le département d'Ille-et-Vilaine, Rennes métropole, Cesson-Sévigné et le ministère de la défense.
Réunissant des historiens et des ingénieurs, le conseil scientifique a voulu relever le défi de présenter une synthèse de l'évolution des systèmes d'information et de communication civils et militaires.
Quatre niveaux du bâtiment ouverts à la visite communiquent visuellement par un puits central. 
Les 3e et 2e étages sont occupés par l'exposition permanente. L'exposition temporaire, le service pédagogique, le mémorial et le showroom sont situés au 1er étage.
Le musée est en constante mutation notamment grâce au renouvellement des expositions temporaires mais également grâce à de nouvelles acquisitions et maquettes fabriqués au sein du musée.
Une fusée Ariane 4 à l’échelle 1/10e accueille le visiteur à l'entrée du musée. Une fusée Ariane 5 au 1/10e, est exposée à l’intérieur, comme une autre réplique d’Ariane 1 et une maquette de l’ensemble de lancement d’Ariane 4. On peut aussi admirer une réplique d’Hélios, satellite de nouvelle génération pour l’observation militaire.